# Greve av Monpezat

Det vapen Kronprins Christian använder.

Prins Joachims vapen.

Greve av Monpezat (Greve af Monpezat) är en titel som inrättades av drottning Margrethe II den 30 april 2008. Titeln tilldelades då drottningens söner, kronprins Frederik och prins Joachim, medan kronprinsesse Mary blev grevinna av Monpezat (grevinde af Monpezat). När prins Joachim gifte sig med prinsesse Marie den 24 maj 2008, blev även hon grevinna av Monpezat.
Titeln ärvs sedan av barnen till dessa om de fötts inom äktenskapet. Därmed är barnen Nikolai, Felix, Henrik, Christian samt Vincent också grevar av Monpezat, meden de kvinnliga barnen Isabella, Josephine och Athena är grevinnor av Monpezat (komptesser af Monpezat). 
På danska tituleras alltså de båda prinsgemålerna grevinde medan de kvinnor som erhållit titeln som barn till en greve tituleras komptesse.